# The Heart of Everything
The Heart of Everything – czwarty album studyjny holenderskiego zespołu Within Temptation wydany w Europie 12 marca 2007 roku. Płytę nagrywano w Holandii i Pradze (orkiestra i chór), a zmiksowano w Szwecji. Album różni się nieco od dotychczasowej twórczości Within Temptation. Uwypuklono bardziej brzmienie gitar, ograniczając jednocześnie przewodnią rolę orkiestry symfonicznej. Słychać wiele eksperymentów Sharon den Adel ze swoim głosem.
Pierwszy singel - What Have You Done został wydany w lutym 2007. Zaśpiewał w nim gościnnie, oprócz wokalistki Sharon den Adel, Keith Caputo z Life of Agony. Na singlu z tym utworem umieszczono także drugą piosenkę nagraną wspólnie z Keithem Caputo, zatytułowaną Blue Eyes. Na drugim singlu wydanym w maju w Stanach Zjednoczonych w formie EP ukazała się kompozycja The Howling nagrana wraz z utworem Sound of Freedom na ścieżkę dźwiękową do gry komputerowej The Chronicles of Spellborn. Drugim singlem w Europie został utwór Frozen. W Wielkiej Brytanii wydano ten singiel wspólnie z utworem The Howling. Czwartym i zarazem ostatnim komercyjnym singlem była piosenka All I Need. Na singlu z tą piosenką umieszczono niepublikowaną wcześniej wersję demo piosenki The Last Time. Przy okazji premiery wydawnictwa Black Symphony w sierpniu 2008 roku jako singiel promocyjny zostanie wydana także ballada Forgiven.
Krążek zadebiutował na szczycie listy albumowej w Holandii. Płyta trafiła do pierwszej dziesiątki najlepszych albumów w Belgii, Finlandii, Niemczech, Szwecji, Portugalii i Szwajcarii. W pierwszym tygodniu sprzedała się w ilości 50,000 kopii. Do dzisiaj sprzedano ponad 480,000 egzemplarzy na całym świecie.

## Lista utworów
Opracowano na podstawie materiału źródłowego.
| Nr  | Tytuł utworu                                   | Słowa                              | Muzyka                | Długość |
| --- | ---------------------------------------------- | ---------------------------------- | --------------------- | ------- |
| 1.  | „The Howling”                                  | Sharon den Adel, Robert Westerholt | Westerholt, den Adel  | 5:36    |
| 2.  | „What Have You Done” (gościnnie: Keith Caputo) | den Adel, Westerholt               | Westerholt, den Adel  | 5:13    |
| 3.  | „Frozen”                                       | den Adel, Westerholt               | Westerholt, den Adel  | 4:28    |
| 4.  | „Our Solemn Hour”                              | den Adel, Westerholt               | den Adel, Spierenburg | 4:17    |
| 5.  | „The Heart of Everything”                      | den Adel, Westerholt               | Gibson, den Adel      | 5:35    |
| 6.  | „Hand of Sorrow”                               | den Adel, Westerholt               | Westerholt, den Adel  | 5:36    |
| 7.  | „The Cross”                                    | den Adel, Westerholt               | Westerholt, den Adel  | 4:52    |
| 8.  | „Final Destination”                            | den Adel, Westerholt               | Westerholt, den Adel  | 4:45    |
| 9.  | „All I Need”                                   | den Adel, Westerholt               | den Adel              | 4:52    |
| 10. | „The Truth Beneath the Rose”                   | den Adel, Westerholt               | Westerholt, den Adel  | 7:05    |
| 11. | „Forgiven”                                     | den Adel, Westerholt               | den Adel, Spierenburg | 4:54    |
|     |                                                |                                    |                       | 57:13   |

## Twórcy
Opracowano na podstawie materiału źródłowego.
| Zespół Within Temptation w składzie - Martijn Spierenburg – instrumenty klawiszowe - Stephen van Haestregt – perkusja - Sharon den Adel – śpiew - Robert Westerholt – gitara - Jeroen van Veen – gitara basowa - Ruud Jolie – gitara | Dodatkowi muzycy - Keith Caputo – śpiew - Jonas Pap – wiolonczela - Tom Salisbury – fortepian - Siard de Jong – skrzypce - The City of Prague Philharmonic Orchestra pod batutą Richarda Heina | Inni - Tor Ingvarsson – ProTools - Daniel Gibson – produkcja muzyczna - Stefan Helleblad – produkcja muzyczna, inżynieria dźwięku - Niels Hahn – inżynieria dźwięku, edycja cyfrowa - Patrick Mühren, Stefan Glaumann – miksowanie - Geert Keysers, Franck van der Heijden – orkiestracje |